# Мост Морачица
Мост Морачица је највећи појединачни објекат на приоритетној деоници од Подгорице до Колашина на новом ауто-путу Бар-Бољаре у Црној Гори. Мост је висок 175 метара (од дна корита Мораче до коловоза 205 м), широк 23,4 метра и дуг 960 метара. Димензије основе централног стуба су 33×26 метара.
Мост Морачица гради инвеститор овог пројекта, кинеска корпорација за путеве и мостове (China Road and Bridge Corporation - CRBC), која урадила главни пројекат, док је главни пројектант идејног пројекта, Младен Улићевић.
Мост Морачица је до сада највиши изграђени мост на просторима некадашње Југославије.

## Локација
Мост Морачица део је првог црногорског ауто-пута Бар-Бољаре, који ће спајати црногорску луку Бар са границом Црне Горе и Србије. Налази се на приоритетној деоници Смоковац - Увач - Матешево, дугачке 41 километар, која спаја Подгорицу и Колашин. Око 15 км је удаљен од центра Подгорице и премошћује кањон реке Мораче.

## Изградња
Изградња деонице Смоковац - Увач - Матешево почела је 11. маја 2015, а изградња моста крајем маја 2016. године. Радови на спајању сегмената распонске конструкције окончани су почетком октобра 2019. Крајњи рок за изградњу ове деонице аутопута је 30. септембар 2020. године. На овој деоници ће, осим Морачице, бити изграђено још 19 мостова.
Инвестиција је вредна 70 милиона евра. У мост је уграђено 100.000 метара кубних бетона, 15.000 тона арматуре и 2.000 тона каблова.
- Почетак изградње сегмената моста
- Конструкција врха стуба
- Спајање сегмената моста
- Конструкција споја

## Карактеристике
Мост Морачица је круна новог црногорског аутопута Бар-Бољаре и највећи појединачни објекат на првој деоници која ће спајати Подгорицу и Колашин. Изградњом ове деонице време трајања путовања између ова два града скраћено је са 90 на 50 минута.
Висок је 175 метара (од дна корита Мораче до коловоза 205 м), широк 23,4 метра и дуг 960 метара. Конструкцију носи пет стубова, а димензије основе централног стуба су 33×26 метара. На свих пет стубова моста изливено је од 10 до 12 метара распонске конструкције са обе стране. Изливање је рађено у сегментима дужине од 2,5 до 4 метра. За изливање једног сегмента распонске конструкције радницима је требало 10 до 12 дана.
Мост је пројектован за максималну брзину ветра од 30 метара у секунди и осим класичне пешачке ограде и еластичне ограде за возила имаће и ограду за заштиту од ветра, висине 3,8 метара.
- Изградња стубова (април 2017)
- Стубови у завршној фази (мај 2018)
- Почетак градње сегмената (децембар 2018)
- Мост у завршној фази (септембар 2019)